# Sipbach
Sipbach är ett vattendrag i Österrike.   Det ligger i förbundslandet Oberösterreich, i den nordöstra delen av landet, 160 km väster om huvudstaden Wien.
Trakten runt Sipbach består till största delen av jordbruksmark. Runt Sipbach är det tätbefolkat, med 286 invånare per kvadratkilometer.